# 5 minutter nu
5 minutter nu er en dokumentarfilm fra 1950 instrueret af Jens Henriksen efter eget manuskript.

## Handling
En propagandafilm, der opfordrer folk til at anvende "5 minutter nu" på at lade sig undersøge for tuberkulose og eventuelt blive vaccineret i stedet for at udsætte andre for smitte og selv løbe risikoen for et langt sygeleje senere.